# アクターズ・スタジオ・インタビュー
アクターズ・スタジオ・インタビュー（英語: Inside the Actors Studio）は、アメリカ合衆国のケーブルテレビ局Bravoで放映されるトーク番組である。俳優・映画監督へのインタビューを主体とし、1994年に放送を開始した。テーマ曲を担当したアンジェロ・バダラメンティは、デヴィッド・リンチの映画音楽などで評判を得ていた。
収録場所は2005年9月より2023年7月の休館まで、マイケル・シンメル芸術センターの講堂を借りていた。

## 概要
番組名の「アクターズ・スタジオ」は、自身も俳優であったリー・ストラスバーグ（1901年 - 1982年）が1949年に芸術監督に招かれた演劇専門学校であり、メソッド演技法を学び俳優や監督、演出家その他を目指し、舞台や映画、テレビ各界に進んだ卒業生にはマリリン・モンロー、ミッキー・ローク、ポール・ニューマン、アル・パチーノらがいる。
このインタビュー番組の聞き手を務めたジェームズ・リプトン（2020年没）は同校の副学長のかたわら、演技指導や演出などで活動した。番組は主に俳優・映画監督らをゲストに迎えて、同校の学生を前に、リプトンが問いを尋ね、ゲストが答える形式である。番組終盤には毎回、決まった「10の質問」に答え、その後、会場の学生が質問し、ゲストがそれに応じた。
インタビューの内容も、演技や演出の高度な理論であったり、俳優や監督としての姿勢や考え方、技術論、精神論にわたり、極めて真摯で学術的である。そのため、日頃は滅多にトーク番組に出演しない人達も招待に応じるのがこの番組の特徴であり、他では聞くことが出来ない貴重な話も多い。
インタビュアーのリプトンは事前に出演者の全作品をチェックすると共に、綿密な取材をとおして親族しか知りえないような情報を拾っており、その内容に出演者が目を丸くすることも少なくない。
シーズン17出演のブラッドリー・クーパーは、番組ゲスト初のアクターズ・スタジオ課程の卒業生。学部長でもある司会のリプトンから「卒業生が成功して番組に出演することこそ待ち望んでいた瞬間」と誇らしげに迎えられ、感極まったクーパーが言葉を詰まらせる場面もあった。

## 10の質問
フランスのテレビ司会者ベルナール・ピヴォーが作成した質問集をリプトンは英訳して使った。
1. 好きな言葉（What is your favorite word?）
2. 嫌いな言葉（What is your least Favorite word?）
3. 気持ちを高揚させるものは（What turns you on creatively, spiritually or emotionally?）
4. うんざりすることは（What turn you off?）
5. 好きな音（What sound or noise do you love?）
6. 嫌いな音（What sound or noise do you hate?）
7. 好きな悪態（What is your favorite curse word?）
8. 今の職業以外でやってみたい職業（What profession other than your own would you like to attempt?）
9. 絶対にやりたくない職業（What profession would you not like to attempt?）
10. 天国に着いたとき、神になんと言われたいか（If Heaven exists,what would you like to hear God say when you arrive at the Pearly Gates?）

## よく扱われる話題
- 出身地
- これまでの作品で披露した歌やダンス（幼少期のものも含む）
- モノマネ
- 両親の離婚
- 刺青
- 「聞く」ことの大切さ
- 作品選びの基準
- 共演者や監督の印象
- アカデミー賞受賞時のエピソード（受賞者に限定）

## 日本での放送
スターチャンネル (2014年10月-)
NHKと同じ『（出演者名）自らを語る』のタイトルで月1回ずつ作品を放映した。初回は俳優特集の一部として放映している。
NHK BSプレミアム・NHK総合テレビジョン（2000年 - 2013年）
『（出演者名）自らを語る』のタイトルで不定期放映。人気スターの回は何度も再放映。
シーズン17からは、日本での放送も従来の4:3（SD）サイズから16:9（HD）サイズで放映。2013年6月を持って「NHKが権利を保有しているエピソードはすべて放送を終えた」ため、放送終了となったことが発表された。最後の放送は2013年5月24日のブラッドリー・クーパーの回となった。
LaLa TV （2002年 - 2009年頃）
『スター☆スタジオ〜素顔の夢トーク』のタイトルで放送。
旧・洋画シネフィル・イマジカ (2004年1月 - 2010年10月)
『アクターズ・インタビュー』（Aインタビュー）のタイトルで毎月1本を放送（再放送あり）。

## 放映リスト・ゲスト
凡例
- 本国での放送順[14][15][16][17][18]、日本未放映分も含む。
- 放送回の丸カッコ内は通算の放送回数。
- 2回目…出演者によっては再登場がある。
- ○…米国でシャウトアウト・ファクトリー（英語版）ほかによるDVDを発刊。日本でも輸入版を入手可能。
- ◎…日本版のDVDは英語音声に日本語字幕を添えた[23]。
  - BOX1＝ポール・ニューマン、ロバート・レッドフォード、バーブラ・ストライサンド、クリント・イーストウッドの各回（2007年[20]）。
  - BOX2＝ロバート・デ・ニーロ、アル・パチーノ、ショーン・ペン、ラッセル・クロウの各回（2008年[21]）。
  - ジョニー・デップの回は単体（2008年）。

### シーズン1
| シーズン - 放送回 | 出演者                                  | 本国初放送     | 日本放送                                                       |
| ----------------- | --------------------------------------- | -------------- | -------------------------------------------------------------- |
| 01-01 (1)         | アレック・ボールドウィン（1回目の出演） | 1994年6月12日  |                                                                |
| 01-02 (2)         | ポール・ニューマン◎                     | 1994年8月14日  | 2008年12月4日（BS2） 2010年2月12日（BS2） 2010年9月30日（BS2） |
| 01-03 (3)         | スティーヴン・ソンドハイム              | 1994年9月11日  |                                                                |
| 01-04 (4)         | シドニー・ルメット                      | 1994年10月16日 |                                                                |
| 01-05 (5)         | シェリー・ウィンタース                  | 1994年11月13日 |                                                                |
| 01-06 (6)         | サリー・フィールド                      |                |                                                                |
| 01-07 (7)         | デニス・ホッパー                        |                |                                                                |
| 01-08 (8)         | アーサー・ペン ＆ エステル・パーソンズ  |                |                                                                |
| 01-09 (9)         | ニール・サイモン                        |                |                                                                |
| 01-10 (10)        | シドニー・ポラック                      |                |                                                                |

### シーズン2
| シーズン -放送回 | 出演者                     | 本国初放送     | 日本放送 |
| ---------------- | -------------------------- | -------------- | -------- |
| 02-01 (11)       | フェイ・ダナウェイ         | 1996年1月17日  |          |
| 02-02 (12)       | マシュー・ブロデリック     | 1996年1月24日  |          |
| 02-03 (13)       | グレン・クローズ           | 1996年1月31日  |          |
| 02-04 (14)       | ホリー・ハンター           | 不明           |          |
| 02-05 (15)       | エレン・バースティン       | 1996年6月12日  |          |
| 02-06 (16)       | ジェシカ・ラング           | 1996年6月19日  |          |
| 02-07 (17)       | キャロル・バーネット       | 1996年9月25日  |          |
| 02-08 (18)       | クリストファー・ウォーケン | 1996年10月23日 |          |
| 02-09 (19)       | ジーン・ワイルダー         | 1996年11月1日  |          |
| 02-10 (20)       | マーティン・ランドー       | 1996年12月25日 |          |

### シーズン3
| シーズン -放送回 | 出演者                     | 本国初放送     | 日本放送                                |
| ---------------- | -------------------------- | -------------- | --------------------------------------- |
| 03-01 (21)       | マーク・ライデル           | 1997年1月29日  |                                         |
| 03-02 (22)       | ノーマン・ジュイソン       | 1997年2月26日  |                                         |
| 03-03 (23)       | ネイサン・レイン           | 1997年3月12日  |                                         |
| 03-04 (24)       | アンジェリカ・ヒューストン | 1997年3月26日  |                                         |
| 03-05 (25)       | クリストファー・リーブ     | 1997年4月20日  |                                         |
| 03-06 (26)       | マット・ディロン           | 1997年5月11日  |                                         |
| 03-07 (27)       | トミー・リー・ジョーンズ   | 1997年5月18日  |                                         |
| 03-08 (28)       | リー・グラント             | 1997年5月25日  |                                         |
| 03-09 (29)       | マイク・ニコルズ           | 1997年6月22日  |                                         |
| 03-10 (30)       | ジュリア・ロバーツ         | 1997年7月20日  | 2001年8月15日（NHK教育） 2002年10月14日 |
| 03-11 (31)       | メグ・ライアン             | 1997年7月27日  | 2002年10月15日                          |
| 03-12 (32)       | アンソニー・クイン         | 1997年8月27日  |                                         |
| 03-13 (33)       | ウィレム・デフォー         | 1997年9月21日  |                                         |
| 03-14 (34)       | ビリー・クリスタル         | 1997年10月19日 |                                         |
| 03-15 (35)       | ハーヴェイ・カイテル       | 1997年11月16日 | 2002年8月21日（教育） 2002年11月6日     |

### シーズン4
| シーズン -放送回 | 出演者                                     | 本国初放送     | 日本放送                 |
| ---------------- | ------------------------------------------ | -------------- | ------------------------ |
| 04-01 (36)       | スタジオ創設50周年記念スペシャル           | 1998年8月9日   |                          |
| 04-02 (37)       | シャーリー・マクレーン                     | 1998年8月23日  | 2002年8月19日（教育）    |
| 04-03 (38)       | イーライ・ウォラック、アン・ジャクソン夫妻 | 1998年9月6日   |                          |
| 04-04 (39)       | ローレン・バコール                         | 1998年9月13日  | 2002年8月20日（教育）    |
| 04-05 (40)       | マーティン・ショート                       | 1998年9月20日  |                          |
| 04-06 (41)       | アンソニー・ホプキンス（1度目の出演）      | 1998年9月27日  | 2001年8月16日（NHK教育） |
| 04-07 (42)       | ダニー・グローヴァー                       | 1998年10月4日  |                          |
| 04-08 (43)       | ウーピー・ゴールドバーグ                   | 1998年10月11日 |                          |
| 04-09 (44)       | メアリー・スチュアート・マスターソン       | 1998年10月18日 |                          |
| 04-10 (45)       | ジャック・レモン                           | 1998年10月25日 |                          |
| 04-11 (46)       | ゲイリー・シニーズ                         | 1998年11月1日  |                          |
| 04-12 (47)       | キャシー・ベイツ                           | 1998年11月8日  |                          |
| 04-13 (48)       | ロバート・デ・ニーロ◎                      | 1998年11月15日 | 2002年10月15日           |
| 04-14 (49)       | スーザン・サランドン                       | 1998年11月22日 |                          |
| 04-15 (50)       | メリル・ストリープ                         | 1998年11月29日 | 2003年8月24日            |
| 04-16 (51)       | ジョン・ハート                             | 1998年12月6日  |                          |
| 04-17 (52)       | スタンリー・ドーネン                       | 1998年12月13日 |                          |

### シーズン5
| シーズン -放送回 | 出演者                         | 本国初放送     | 日本放送                                                                               |
| ---------------- | ------------------------------ | -------------- | -------------------------------------------------------------------------------------- |
| 05-01 (53)       | ローレンス・フィッシュバーン   | 1998年12月20日 |                                                                                        |
| 05-02 (54)       | ドナルド・サザーランド         | 1998年12月27日 |                                                                                        |
| 05-03 (55)       | ロン・ハワード                 | 1999年1月3日   |                                                                                        |
| 05-04 (56)       | シャロン・ストーン             | 1999年1月10日  | 2002年8月12日（教育） 2003年3月14日                                                    |
| 05-05 (57)       | ショーン・ペン◎                | 1999年1月17日  |                                                                                        |
| 05-06 (58)       | スティーヴン・スピルバーグ     | 1999年1月31日  | 2001年6月4日（BS2） 2001年8月13・14日）（前後編・NHK教育） 2004年2月20・27日（前後編） |
| 05-07 (59)       | ティム・ロビンス               | 1999年2月14日  |                                                                                        |
| 05-08 (60)       | ジェニファー・ジェイソン・リー | 1999年6月11日  |                                                                                        |
| 05-09 (61)       | キム・ベイシンガー             | 1999年6月18日  | 2002年8月14日（教育）                                                                  |
| 05-10 (62)       | エレン・バーキン               | 1999年6月25日  |                                                                                        |
| 05-11 (63)       | ピーター・フォーク             | 1999年8月8日   | 2003年10月2日（BS2）                                                                   |
| 05-12 (64)       | ジェリー・ルイス               | 1999年8月15日  |                                                                                        |
| 05-13 (65)       | メアリー・タイラー・ムーア     | 1999年9月14日  |                                                                                        |
| 05-14 (66)       | ビリー・ジョエル               | 1999年9月21日  |                                                                                        |

### シーズン6
| シーズン -放送回 | 出演者                         | 本国初放送     | 日本放送                                   |
| ---------------- | ------------------------------ | -------------- | ------------------------------------------ |
| 06-01 (67)       | シルベスター・スタローン       | 1999年12月5日  | 2003年9月17日（BS2）                       |
| 06-02 (68)       | トム・ハンクス (1度目の出演)   | 1999年12月12日 |                                            |
| 06-03 (69)       | ジーナ・デイヴィス             | 2000年4月9日   | 2003年10月15日（BS2） 2004年2月18日（BS2） |
| 06-04 (70)       | バーナデット・ピーターズ       | 2000年11月12日 |                                            |
| 06-05 (71)       | ジェームズ・ウッズ             | 2000年4月16日  | 2004年3月16日（BS2）                       |
| 06-06 (72)       | アンディ・ガルシア             | 2000年4月23日  |                                            |
| 06-07 (73)       | マイケル・ケイン               | 2000年1月9日   | 2003年12月29日                             |
| 06-08 (74)       | ケビン・スペイシー             | 2000年7月2日   | 2004年2月26日（BS2）                       |
| 06-09 (75)       | アラン・アルダ                 | 2000年8月6日   |                                            |
| 06-10 (76)       | ハリソン・フォード             | 2000年8月20日  |                                            |
| 06-11 (77)       | シガニー・ウィーバー           | 2000年10月29日 |                                            |
| 06-12 (78)       | ヴァル・キルマー               | 2000年7月9日   |                                            |
| 06-13 (79)       | ジェームス・カーン             | 2000年11月19日 | 2003年9月19日（BS2） 2005年5月23日（BS2）  |
| 06-14 (80)       | フィリップ・シーモア・ホフマン | 2000年6月4日   |                                            |
| 06-15 (81)       | リチャード・ドレイファス       | 2001年12月3日  | 2002年8月22日（教育） 2003年9月16日（BS2） |
| 06-16 (82)       | ガブリエル・バーン             | 2000年12月10日 |                                            |

### シーズン7
| シーズン -放送回 | 出演者                                | 本国初放送 | 日本放送                                                            |
| ---------------- | ------------------------------------- | ---------- | ------------------------------------------------------------------- |
| 07-01 (83)       | スパイク・リー                        |            |                                                                     |
| 07-02 (84)       | エド・ハリス                          | 2000年     |                                                                     |
| 07-03 (85)       | ベン・アフレック                      |            |                                                                     |
| 07-04 (86)       | ネッド・ビーティ                      |            |                                                                     |
| 07-05 (87)       | グウィネス・パルトロー                |            |                                                                     |
| 07-06 (88)       | マイク・マイヤーズ                    | 2001年     |                                                                     |
| 07-07 (89)       | メラニー・グリフィス                  |            |                                                                     |
| 07-08 (90)       | マイケル・ダグラス                    |            | 2002年8月13日（教育） 2006年2月3日                                  |
| 07-09 (91)       | ヘレン・ハント                        |            | 2006年4月12日（BS2）                                                |
| 07-10 (92)       | ロビン・ウィリアムズ○                 |            | 2005年11月12日                                                      |
| 07-11 (93)       | フランシス・フォード・コッポラ        |            | 2002年8月15日（教育） 2003年11月22日（BS2） 2006年5月14日（NHK総合) |
| 07-12 (94)       | アントニオ・バンデラス                |            |                                                                     |
| 07-13 (95)       | ケビン・クライン                      |            | 2003年10月21日（BS2）                                               |
| 07-14 (96)       | ジーン・ハックマン（100人目のゲスト） |            |                                                                     |
| 07-15 (97)       | バート・レイノルズ                    |            | 2003年9月18日（BS2） 2003年12月29日                                 |
| 07-16 (98)       | ロザンヌ・バー                        |            |                                                                     |
| 07-17 (99)       | ヴァネッサ・レッドグレイヴ            |            | 2004年3月15日（BS2）                                                |
| 07-18 (100)      | ベン・スティラー                      |            |                                                                     |
| 07-19 (101)      | 放映100回記念スペシャル               |            |                                                                     |

### シーズン8
| シーズン -放送回 | 出演者                                 | 本国初放送            | 日本放送                                                                      |
| ---------------- | -------------------------------------- | --------------------- | ----------------------------------------------------------------------------- |
| 08-01 (102)      | ブルース・ウィリス                     |                       | 2003年11月30日 2004年12月31日 2006年7月26日（BS2) 2007年6月26日（BS2）        |
| 08-02 (103)      | ケビン・コスナー                       |                       | 2003年10月16日（BS2）                                                         |
| 08-03 (104)      | シシー・スペイセク                     |                       | 2003年10月23日（BS2）                                                         |
| 08-04 (105)      | デブラ・ウィンガー                     |                       | 2004年2月4日（BS2）                                                           |
| 08-05 (106)      | サラ・ジェシカ・パーカー (1度目の出演) |                       | 未放送                                                                        |
| 08-06 (107)      | ウィル・スミス                         |                       | 2005年5月24日                                                                 |
| 08-07 (108)      | イーサン・ホーク                       |                       | 2004年2月19日（BS2） 2005年5月25日（BS2）                                     |
| 08-08 (109)      | ベン・キングズレー                     |                       | 2003年10月22日（BS2） 2007年4月4日（BS2）                                     |
| 08-09 (110)      | ストッカード・チャニング               |                       |                                                                               |
| 08-10 (111)      | ビリー・ボブ・ソーントン               |                       | 放送済み                                                                      |
| 08-11 (112)      | デニス・クエイド                       |                       | 2004年3月19日（BS2）                                                          |
| 08-12 (113)      | ジョニー・デップ◎                      |                       | 放送済み                                                                      |
| 08-13 (114)      | ヒュー・グラント                       | 2006年9月25日（総合） |                                                                               |
| 08-14 (115)      | リチャード・ギア                       |                       | 放送済み                                                                      |
| 08-15 (116)      | ベニチオ・デル・トロ                   |                       | 2004年2月5日（BS2） 2006年6月27日（BS2）                                      |
| 08-16 (117)      | サミュエル・L・ジャクソン              |                       | 2003年11月19日 2005年5月26日（BS2） 2006年9月7日（BS2） 2006年9月26日（総合） |
| 08-17 (118)      | イアン・マッケラン                     |                       | 2004年1月22日（BS2）                                                          |

### シーズン9
| 放送回      | 出演者                                    | 本国初放送    | 日本放送                                                                             |
| ----------- | ----------------------------------------- | ------------- | ------------------------------------------------------------------------------------ |
| 09-01 (119) | ジュリエット・ビノシュ                    |               |                                                                                      |
| 09-02 (120) | ジャンヌ・モロー                          |               | 2004年1月23日（BS2）                                                                 |
| 09-03 (121) | ピアース・ブロスナン                      |               |                                                                                      |
| 09-04 (122) | マーティン・スコセッシ                    |               | 2004年1月19・20日（前後編・BS2） 2005年7月11・12日（前後編） 2005年8月13日（前後編） |
| 09-05 (123) | マーティン・シーン                        | 2003年8月10日 | 2003年11月22日（BS2）                                                                |
| 09-06 (124) | エドワード・ノートン                      |               | 2004年1月14日（BS2） 2005年4月14日 2005年8月29日                                     |
| 09-07 (125) | ジュリアン・ムーア                        |               | 2004年1月13日（BS2）                                                                 |
| 09-08 (126) | 「ザ・シンプソンズ」の出演者              |               |                                                                                      |
| 09-09 (127) | ニコラス・ケイジ                          |               | 2004年1月12日（BS2）                                                                 |
| 09-10 (128) | ドリュー・バリモア                        |               |                                                                                      |
| 09-11 (129) | ジェレミー・アイアンズ                    |               | 2004年1月21日（BS2）                                                                 |
| 09-12 (130) | レネー・ゼルウィガー                      |               | 2004年1月29日（BS2）                                                                 |
| 09-13 (131) | ジェフ・ブリッジス                        |               |                                                                                      |
| 09-14 (132) | ジョン・トラボルタ                        |               | 2004年1月15・16日（前後編・BS2）                                                     |
| 09-15 (133) | ジョアン・ウッドワード                    |               |                                                                                      |
| 09-16 (134) | ダイアン・レイン                          | 2004年2月8日  | 2004年8月6日（BS2） 2006年9月4日（BS2）                                              |
| 09-17 (135) | ジョン・グッドマン                        |               |                                                                                      |
| 09-18 (136) | 「ふたりは友達? ウィル&グレイス」の出演者 |               |                                                                                      |
| 09-19 (137) | ジェームズ・バロウズ                      |               |                                                                                      |

### シーズン10
| 放送回 | 出演者                                                                        | 本国初放送     | 日本放送 |
| ------ | ----------------------------------------------------------------------------- | -------------- | --- |
| 10-01  | ジェイ・レノ                                                                  |                | |
| 10-02  | クリント・イーストウッド◎                                                     |                | 2005年12月17日（前後編） 2009年8月26日（前後編・BS2）                                                                                   |
|        | ケイト・ブランシェット                                                        |                | 2006年6月30日（BS2） |
|        | ジュード・ロウ                                                                | 2003年12月21日 | 2006年3月11日 |
|        | ナオミ・ワッツ                                                                |                | |
|        | ラッセル・クロウ○                                                             | 2004年1月4日   | 2006年3月4日 |
|        | トム・クルーズ                                                                |                | 2004年3月10日（前編）、11日（後編) 2005年12月23日（前後編） 2007年11月27日（BS2・前後編） 2009年9月24日（BS2・前編）、25日（BS2・後編） |
|        | シャーリーズ・セロン                                                          |                | 2006年5月4日（NHK総合) 2006年10月27日                                                                                                   |
|        | ヒュー・ジャックマン                                                          |                | 2006年6月16日（BS2） 2008年4月21日（イマジカCS）                                                                                        |
|        | ケイト・ウィンスレット                                                        |                | 2006年4月26日（BS2） 2009年8月19日 |
|        | バーブラ・ストライサンド◎                                                     |                | 2006年3月12日（前後編） |
|        | ベット・ミドラー                                                              |                | 2009年11月12日（BS2） |
|        | 10周年記念スペシャル （総集編とトム・クルーズによるリプトンへの10の質問など） |                | 2006年10月3日（BS2） 2007年11月26日（BS2）                                                                                              |

### シーズン11
| 放送回 | 出演者                       | 本国初放送 | 日本放送 |
| ------ | ---------------------------- | ---------- | --- |
| 11-01  | ジェニファー・ロペス         |            | |
| 11-02  | ジェームズ・ガンドルフィーニ |            | |
| 11-03  | ウィリアム・H・メイシー      |            | |
| 11-04  | ジョージ・カーリン           |            | |
| 11-05  | ジェニファー・コネリー       |            | 2006年9月6日（BS2） 2007年1月24日（NHK総合） 2008年12月26日                                                 |
| 11-06  | マーク・ウォールバーグ       |            | |
| 11-07  | ナタリー・ポートマン         |            | 2006年9月5日（BS2） 2007年1月23日（NHK総合）                                                                |
| 11-08  | ジェイミー・フォックス       |            | 2006年6月13日（BS2）                                                                                        |
| 11-09  | サルマ・ハエック             |            | |
| 11-10  | モーガン・フリーマン         |            | 2006年4月15日（BS2）                                                                                        |
| 11-11  | キャメロン・ディアス         |            | 2007年1月27日（NHK総合）                                                                                    |
| 11-12  | キーファー・サザーランド     |            | 2006年5月3日（NHK総合） 2007年1月22日（BS2）                                                                |
| 11-13  | ロバート・レッドフォード◎    |            | 2006年5月8日（BS2・前後編） 2007年10月18日（BS2・前後編）                                                   |
| 11-14  | デイヴィッド・ドゥカヴニー   |            | |
| 11-15  | ジェーン・フォンダ           |            | 2006年7月7日（BS2） 2006年10月21日（NHK総合） 2007年2月2日（BS2） 2007年3月27日（BS2） 2006年8月22日（BS2） |
| 11-16  | アンジェリーナ・ジョリー     |            | 2006年5月1日（NHK総合） 2007年8月6日（BS2） 2009年2月4日（BS2）                                             |
| 11-17  | 「HEY!レイモンド」の出演者   |            | |
| 11-18  | ジョディ・フォスター         |            | 2007年3月28日（BS2）                                                                                        |
| 11-19  | エルトン・ジョン             |            | |
| 11-20  | ロージー・オドネル           |            | |
| 11-21  | マイケル・J・フォックス      |            | 2006年10月31日（BS2） 2007年9月7日（BS2）                                                                   |

### シーズン12
| 放送回 | 出演者                                  | 本国初放送    | 日本放送                                                                              |
| ------ | --------------------------------------- | ------------- | ------------------------------------------------------------------------------------- |
| 12-01  | 「プロデューサーズ」の出演者            |               |                                                                                       |
|        | バーバラ・ウォルターズ                  |               |                                                                                       |
|        | クイーン・ラティファ                    | 2006年1月8日  |                                                                                       |
|        | レイフ・ファインズ                      |               | 2008年2月21日（BS2）                                                                  |
|        | マーティン・ローレンス                  | 2006年1月22日 |                                                                                       |
|        | ライザ・ミネリ                          |               | 2009年5月1日（BS2・前後編） 2010年2月10日（BS2・前後編）                              |
|        | デイヴ・シャペル                        |               |                                                                                       |
|        | 「ロー&オーダー」の出演者               |               |                                                                                       |
|        | トム・ハンクス（2度目の出演）           |               | 2007年6月17日（BS2）                                                                  |
|        | ドン・チードル                          |               | 2007年6月13日（BS2） 2010年10月1日（BS2）                                             |
|        | ティム・アレン                          | 2006年5月28日 |                                                                                       |
|        | ダスティン・ホフマン（200人目のゲスト） |               | 2007年3月28日（BS2・前後編） 2007年10月19日（BS2・前後編） 2010年9月29日（前後編）    |
|        | ロバート・ダウニー・Jr.                 |               |                                                                                       |
|        | ヒュー・ローリー                        | 2006年7月31日 |                                                                                       |
|        | テリー・ハッチャー                      |               |                                                                                       |
|        | アル・パチーノ◎                         |               | 2007年3月29日（BS2・前後編） 2010年2月9日（BS2・前後編） 2010年9月28日（BS2・前後編） |

### シーズン13
| 放送回 | 出演者                            | 本国初放送    | 日本放送                                                        |
| ------ | --------------------------------- | ------------- | --------------------------------------------------------------- |
|        | フォレスト・ウィテカー            |               | 2008年2月19日（BS2）                                            |
|        | エディー・マーフィー              |               | 2011年6月20日（BS2）                                            |
|        | マット・デイモン                  |               | 2009年3月10日（BS2） 2009年8月20日（BS2） 2010年4月28日（BS2）  |
|        | ダイアナ・ロス                    |               | 2011年6月22日                                                   |
|        | クリス・ロック                    | 2007年3月12日 | 未放送                                                          |
|        | マーク・ラファロ                  | 2007年3月19日 | 未放送                                                          |
|        | ジュリア・ルイス＝ドレイファス    | 2007年6月4日  |                                                                 |
|        | キーラ・セジウィック              | 2007年6月6日  | 2007年10月14日（LaLa TV）                                       |
|        | ミシェル・ファイファー            | 2007年8月6日  | 2009年2月9日（BS2） 2011年6月23日（BS2）                        |
|        | チャーリー・シーン                |               |                                                                 |
|        | ビリー・クリスタル（2回目）       |               |                                                                 |
|        | アンソニー・ホプキンス（2回目）   |               | 2009年9月4日（BS2） 2010年2月12日（BS2） 2010年12月7日（BS2）   |
|        | アレック・ボールドウィン（2回目） |               |                                                                 |
|        | ハル・ベリー                      | 2007年9月29日 | 2010年2月11日（BS2） 2010年7月27日（BS2） 2010年12月8日（BS2）  |
|        | ジョン・キューザック              |               | 2009年10月29日（BS2） 2010年3月19日（BS2） 2010年12月7日（BS2） |

### シーズン14
| 放送回     | 出演者                                  | 本国初放送 | 日本放送                                  |
| ---------- | --------------------------------------- | ---------- | ----------------------------------------- |
| 14-1 (212) | サラ・ジェシカ・パーカー（2度目の出演） |            | 2009年8月22日（BS2） 2010年6月11日（BS2） |
| 14-2 (213) | マイク・マイヤーズ（2度目の出演）       |            |                                           |

### シーズン15
| シーズン -放送回 | 出演者                                                          | 本国初放送     | 日本放送                                                       |
| ---------------- | --------------------------------------------------------------- | -------------- | -------------------------------------------------------------- |
| 15-01 (214)      | ブルック・シールズ                                              | 2008年10月22日 | 2010年12月8日（BS2）                                           |
| 15-02 (215)      | クリスチャン・スレーター                                        | 2008年10月13日 | 2009年9月23日（BS2）                                           |
| 15-03 (216)      | ゴールディ・ホーン                                              | 2008年11月3日  | 2009年9月22日（BS2） 2010年2月11日（BS2） 2010年8月31日（BS2） |
| 15-04 (217)      | ジェームズ・リプトン（200回突破記念回、司会：デイブ・シャペル） | 2008年9月10日  | 未放送                                                         |
| 15-05 (218)      | ダニエル・ラドクリフ                                            | 2008年12月1日  | 2009年12月28日（BS2） 2010年4月29日（BS2）                     |
| 15-06 (219)      | ジョシュ・ブローリン                                            | 2009年1月5日   | 2011年8月31日                                                  |
| 15-07 (220)      | ローラ・リニー                                                  | 2009年1月12日  | 2010年2月14日（BS2） 2010年10月1日（BS2） 2011年1月24日（BS2） |
| 15-08 (221)      | リッキー・ジャーヴェイス                                        | 2009年1月19日  | 未放送                                                         |
| 15-09 (222)      | コナン・オブライエン                                            | 2009年1月26日  | 未放送                                                         |
| 15-10 (223)      | アンソニー・ラパーリア                                          | 2009年2月2日   | 未放送                                                         |
| 15-11 (224)      | デニス・リアリー                                                | 2009年5月4日   | 未放送                                                         |
| 15-12 (225)      | ダニー・デヴィート                                              | 2009年5月11日  | 未放送                                                         |
| 15-13 (226)      | ジャド・アパトー                                                | 2009年7月27日  | 未放送                                                         |
| 15-14 (227)      | ミッキー・ローク                                                | 2009年8月31日  | 2011年6月23日 2011年7月4日                                     |
| 15-15 (228)      | ジェイソン・ベイトマン                                          | 2009年9月7日   | 未放送                                                         |
| 15-16 (229)      | ドラマ「ファミリー・ガイ」の出演者                              | 2009年9月14日  | 未放送                                                         |
| 15-17 (230)      | エイミー・ポーラー                                              | 2009年9月21日  | 未放送                                                         |

### シーズン16
| シーズン - 放送回 | 出演者                 | 本国初放送     | 日本放送                   |
| ----------------- | ---------------------- | -------------- | -------------------------- |
| 16-1 (231)        | ヒラリー・スワンク     | 2009年11月9日  | 2011年6月21日              |
| 16-2 (232)        | ボン・ジョヴィ         | 2009年11月26日 | 未放送                     |
| 16-3 (233)        | ケイト・ハドソン       | 2009年12月21日 | 2011年8月31日              |
| 16-4 (234)        | ジェームズ・キャメロン | 2010年3月1日   | 2011年6月21日 2011年7月6日 |
| 16-5 (235)        | ショーン・コムズ       | 2010年5月25日  | 未放送                     |
| 16-6 (236)        | ベティ・ホワイト       | 2010年9月28日  | 未放送                     |

### シーズン17
| シーズン - 放送回 | 出演者                                 | 本国初放送    | 日本放送                                          |
| ----------------- | -------------------------------------- | ------------- | ------------------------------------------------- |
| 17-1 (237)        | ジェームズ・フランコ                   | 2010年12月7日 | 2012年1月25日（BSプレミアム） 2013年5月3日（同）  |
| 17-2 (238)        | ジム・キャリー                         | 2011年1月10日 | 2011年11月2日（BSプレミアム） 2013年5月12日（同） |
| 17-3 (239)        | コリン・ファース                       | 2011年2月7日  | 2011年9月5日（BSプレミアム） 2013年5月17日（同）  |
| 17-4 (240)        | ブラッドリー・クーパー                 | 2011年3月14日 | 2012年2月1日（BSプレミアム） 2013年5月24日（同）  |
| 17-5 (241)        | ドラマ「モダン・ファミリー」のキャスト | 2011年6月7日  | 未放送                                            |
| 17-6 (242)        | ジェニファー・アニストン               | 2011年7月11日 | 2015年2月5日 (スターチャンネル)                   |

### シーズン18
| シーズン - 放送回 | 出演者 | 本国初放送    | 日本放送                           |
| ----------------- | --- | ------------- | ---------------------------------- |
| 18-1 (243)        | ジョージ・クルーニー | 2012年1月31日 | 未放送                             |
| 18-2 (244)        | ブラッド・ピット | 2012年2月10日 | 未放送                             |
| 18-3 (245)        | ドラマ「グリー」のキャスト リア・ミシェル、コーリー・モンテース、クリス・コルファー、ジェーン・リンチ、マシュー・モリソン、ライアン・マーフィー                                                                   | 2012年4月9日  | 未放送                             |
| 18-4 (246)        | ドラマ「マッドメン」のキャスト ジョン・ハム、ジャニュアリー・ジョーンズ、ヴィンセント・カーシーザー、クリスティナ・ヘンドリックス、ジョン・スラッテリー、ジャレッド・ハリス、キーナン・シプカ、マシュー・ワイナー | 2012年5月14日 | 未放送                             |
| 18-5 (247)        | リーアム・ニーソン | 2012年10月2日 | 未放送                             |
| 18-6 (248)        | ヒュー・ジャックマン（2度目の出演） | 2013年2月13日 | 2014年12月4日 (スター・チャンネル) |

### シーズン19
| シーズン - 放送回 | 出演者 | 本国初放送     | 日本放送                         |
| ----------------- | --- | -------------- | -------------------------------- |
| 19-1 (249)        | ティナ・フェイ | 2013年3月19日  | 未放送                           |
| 19-2 (250)        | 250回スペシャル ブラッドリー・クーパー、ロバート・デ・ニーロ、ジェニファー・ロペス、クリストファー・ウォーケン、バーバラ・ウォルターズ | 2013年5月29日  | 2014年11月6日 (スターCh)         |
| 19-3 (251)        | ジェイク・ギレンホール | 2013年9月19日  | 未放送                           |
| 19-4 (252)        | ドラマ「アレステッド・ディベロプメント（ブル〜ス一家は大暴走!）」の出演者 ジェイソン・ベイトマン(2回目の出演)、ポーシャ・デ・ロッシ、ジェフリー・タンバー、 アリア・ショウカット、ウィル・アーネット、ジェシカ・ウォルター、 ミッチェル・ハーウィッツ(製作総指揮) | 2013年11月7日  | 未放送                           |
| 19-5 (253)        | ブルース・ダーン＆ローラ・ダーン | 2013年12月26日 | 未放送                           |
| 19-6 (254)        | エイミー・アダムス | 2014年2月19日  | 2015年3月12日 (スターチャンネル) |

### シーズン20
| シーズン - 放送回 | 出演者 | 本国初放送     | 日本放送                          |
| ----------------- | --- | -------------- | --------------------------------- |
| 20-1 (255)        | マシュー・マコノヒー | 2014年2月20日  | 2014年10月5日（スターチャンネル） |
| 20-2 (256)        | ドラマ『ママと恋に落ちるまで』の出演者 （ジョシュ・ラドナー、ニール・パトリック・ハリス アリソン・ハニガン、ジェイソン・シーゲル コビー・スマルダーズ） | 2014年3月27日  | 未放送                            |
| 20-3 (257)        | マリシュカ・ハージティ | 2014年9月22日  | 未放送                            |
| 20-4 (258)        | スティング | 2014年10月23日 | 未放送                            |
| 20-5 (259)        | ニール・パトリック・ハリス | 2015年2月12日  | 未放送                            |

## 関連資料
脚注に未使用のもの。発行年順。
書籍
- Strasberg, Lee 著、ロバート・H・ヘスマン、Hethmon, Robert H. 編『リー・ストラスバーグとアクターズ・スタジオの俳優たち : その実践の記録』 上、下、劇書房、1980年。 NCID BN10856808。  - 上巻 1980年発行
  - 下巻 1981年発行

  - 改版 Strasberg, Lee 著、Hethmon, Robert H. 編『リー・ストラスバーグとアクターズ・スタジオの俳優たち : その実践の記録』劇書房、構想社（発売）、1984年。 NCID BN01812663。国立国会図書館書誌ID:170375。
  - 改版 Strasberg, Lee 著、Hethmon, Robert H. 編『リー・ストラスバーグとアクターズ・スタジオの俳優たち : その実践の記録』劇書房、構想社（発売）、2002年。ISBN 4875745990。 NCID BA56652305。
- ジェームズ・リプトン、Lipton, James 著、酒井 洋子 訳早川書房、2010年。ISBN 9784152090355。 NCID BB02525902。原著（ダットン社、2007年）の抄訳。
- リー・ストラスバーグ、石崎 浩一郎 著「アクターズ・スタジオに於けるストラスバーグ : テープ録音による演技講義録」『映画評論』1967年–1968年。
  - （1）第24巻第4号、1967年3月、CRID 1521699230928740864。
  - （2）第24巻第5号、1967年4月、CRID 1521699229852498304。
  - 「（4）」第24巻第8号、1967年8月、CRID 1523669555503247488。
  - 「（5）」第24巻第12号、1967年12月、CRID 1520854805367398528。
  - 「（7） 完0」第25巻第2号、1968年2月、CRID 1522543654734259968。
- ヒラノ, ゼン「アクターズ・スタジオの俳優たち」『悲劇喜劇』第33巻第6号、早川書房、東京、1980年6月、43-46頁、CRID 1523951030577566592、ISSN 1342-5404。
- 安永 祖堂「アクターズ・スタジオ・インタビューから」『禅文化』第188号、禅文化研究所、京都、2003年、104-108頁、CRID 1524232505062310784、ISSN 0514-3012。
- 山田 宏一「(36) アクターズ・スタジオの時代」『草思』第5巻第12号、草思社、東京、2003年12月、75-82頁、CRID 1522543655669129472、ISSN 1344-7386。
- 小川 絵梨子、河村 早規「NYアクターズ・スタジオ同窓生対談 : 日米演劇の周辺事情」『悲劇喜劇』第78巻第1号、早川書房、東京、2025年1月、44-48頁、CRID 1520302845779366656、ISSN 1342-5404。

欧文、オンラインビデオ
- James Lipton (インタビューをする人); Jake Gyllenhaal (インタビューを受ける人)（英語）『Inside the actor's studio. Jake Gyllenhaal』Sky Arts、2014年。「Jake Gyllenhaal, star of films such as The Prisoners and Donnie Darko talks to James Lipton about his relationship with his sister Maggie and the death of his fellow Brokeback Mountain star Heath Ledger」 1本、95分。
- James Lipton (インタビューをする人); Laura Dern (インタビューを受ける人); Bruce Dern (インタビューを受ける人)（英語）『Inside the actors studio, Bruce and Laura Dern』Sky Arts 1、2015年。「James Lipton talks to father and daughter Bruce and Laura Dern about their individual careers」